# Nyborg (Schweden)
Nyborg ist ein Ort (tätort) in der schwedischen Provinz Norrbottens län, in der historischen Provinz (landskap) Norrbotten.
Nyborg gehört zur Gemeinde Kalix und innerhalb dieser seit 1. Januar 2016 zum Distrikt Nederkalix, benannt nach dem Kirchspiel (socken), das diesen Namen seit 1644 trägt. Es liegt etwa 50 km Luftlinie nordöstlich der Provinzhauptstadt Luleå und 7 km südlich der Ortsmitte von Kalix. Der Ort befindet sich im Mündungsbereich des Flusses Kalixälven in die Bottenwiek der Ostsee, an dessen rechtem Ufer gegenüber Risögrund und Karlsborg; vorgelagert ist die Insel Båtön. Am Fluss existieren mehrere kleine Fischerei- und Yachthäfen.
Westlich am Ort vorbei verläuft die sekundäre Provinzstraße BD 705, die in Rolfs bei Kalix von der Europastraße 4 (Europaväg 4) abzweigt und in südwestlicher Richtung weiter nach Storön führt.
Bis 1975 wurde die heute (2015) mit über 800 Einwohnern viertgrößte Ortschaft der Gemeinde unter dem Namen Ytterbyn geführt; dies ist der Name des nordwestlichen Ortsteils. Die Bezeichnung Nyborg geht auf ein mittlerweile stillgelegtes Sägewerk zurück.